# Baltasar Kormákur
Baltasar Kormákur (Samper), né le 27 février 1966 à Reykjavik, est un acteur, scénariste, réalisateur et producteur islandais.

## Biographie
Né d’un père catalan, le peintre Baltasar Samper (is), et d’une mère islandaise, Baltasar Kormákur est diplômé de la Leiklistarskóli Íslands (École d'art dramatique d'Islande) en 1990. Par la suite, il rejoint la compagnie du Théâtre national d'Islande, où il travaille pendant sept ans. 
Comme acteur, il a tourné en Islande comme à l’étranger, notamment sous la direction de Friðrik Þór Friðriksson (Les Anges de l'univers, 2000) ou Hal Hartley (No Such Thing, 2001).
Comme metteur en scène, il a monté plus d’une douzaine de pièces du répertoire classique (Hamlet) ou des comédies musicales (Hair, The Rocky Horror Show), tant dans son propre théâtre qu'au Théâtre national d'Islande. 
Il réalise son premier film en 2000. Tiré du roman éponyme de Hallgrímur Helgason, 101 Reykjavík, avec Victoria Abril et lui même, a connu un succès international. Baltasar Kormákur y participe également en tant qu'acteur et scénariste. Il a notamment reçu le Prix Découverte au Festival international du film de Toronto.
Baltasar Kormákur tourne ensuite Hafið (« La Mer ») en 2002 et remporte la même année l'Edda Award du meilleur film, du meilleur réalisateur et du meilleur scénario.
Contacté par Hollywood, il dirige en 2005 Forest Whitaker dans Crime City, Prix international de la critique au Festival du film policier de Cognac en 2006.
En 2006, il réalise Jar City (Mýrin), d'après le roman La Cité des jarres d’Arnaldur Indriðason. Avec plus de 80 000 entrées, le film est le plus grand succès islandais en Islande. Baltasar Kormákur reçoit l’Edda du meilleur film et du meilleur réalisateur, le Globe de cristal du meilleur film au Festival international du film de Karlovy Vary en 2007 et le Grand Prix du Festival du film d'aventures de Valenciennes en 2008.
Il réalise État de choc en 2010, et Contrebande, avec Mark Wahlberg et Kate Beckinsale, en 2012. Cette année, il réalise Survivre. Le film remporte 11 prix Edda, notamment dans les catégories de meilleur film de l'année, meilleur réalisateur et meilleur acteur dans un rôle principal.
En 1999, il crée la maison de production Blueeyes. La société est désormais intégrée aux studios RVK, avec Baltasar Kormákur à la direction et à la présidence du conseil d'administration.
Il est le père de l'acteur Baltasar Breki Samper (en).

## Filmographie

### Réalisateur
- 1996 : Áfram Latibær! (en) (pièce de théâtre)
- 2000 : 101 Reykjavík
- 2002 : The Sea (Hafið)
- 2005 : Crime City (A Little Trip to Heaven)
- 2006 : Jar City (Mýrin)
- 2008 : Brúðguminn (is)
- 2010 : État de choc (Inhale)
- 2012 : Contrebande (Contraband)
- 2012 : Survivre (The Deep) (Djúpið)
- 2013 : 2 Guns
- 2013 : The Missionary (téléfilm)
- 2015 : Everest
- 2015 : Trapped (Ófærð) (série télévisée Saison 1 - 10 épisodes)
- 2016 : The Oath - Le Serment d'Hippocrate (Eiðurinn)
- 2018 : À la dérive (Adrift)
- 2018 : Trapped (Ófærð) (série télévisée Saison 2 - 10 épisodes)
- 2021 : Katla (série télévisée - 4 épisodes)
- 2021 : Trapped (Ófærð) (série télévisée Saison 3)
- 2022 : Beast
- 2024 : Touch - Nos étreintes passées

### Scénariste
- 1996 : Áfram Latibær
- 2000 : 101 Reykjavík
- 2002 : The Sea (Hafið)
- 2005 : Crime City (A Little Trip to Heaven)
- 2006 : Jar City (Mýrin)
- 2008 : White Night Wedding (Brúðguminn)
- 2012 : Survivre (Djúpið)
- 2015 - en cours : Trapped (Ófærð) (série télévisée - 28 épisodes)
- 2016 : The Oath - Le Serment d'Hippocrate (Eiðurinn)
- 2021 : Katla (série télévisée - 8 épisodes)

### Acteur
- 1992 : Veggfóður : Erótísk ástarsaga de Júlíus Kemp : Lass
- 1992 : Un conte de notre époque (Ævintýri á okkar tímum), court-métrage de Inga Lísa Middleton
- 1995 : Agnes de Egill Eðvarðsson : Natan
- 1996 : Draumadísir de Ásdís Thoroddsen : Gunnar
- 1996 : L'île du diable (Djöflaeyjan) de Friðrik Þór Friðriksson : Baddi
- 1999 : Split (To XAΣMA) de Canan Gerede : Fridrik
- 2000 : Les Anges de l'univers (Englar alheimsins) de Friðrik Þór Friðriksson : Óli
- 2000 : 101 Reykjavík de lui-même : Þröstur'
- 2001 : No Such Thing de Hal Hartley : Artaud
- 2001 : Minä ja Morrison de Lenka Hellstedt : Askildsen
- 2001 : Régina! (Regína) de María Sigurðardóttir : Ivan
- 2003 : Stormy Weather de Sólveig Anspach : Einar
- 2008 : Illegal Traffic (Reykjavík - Rotterdam) de Óskar Jónasson : Kristófer
- 2013 : Áramótaskaup 2013, téléfilm de Kristófer Dignus
- 2016 : The Oath - Le Serment d'Hippocrate (Eiðurinn) de lui-même : Finnur

### Producteur
- 1998 : Pop in Reykjavík (Popp í Reykjavík), documentaire de August Jakobsson
- 2000 : 101 Reykjavík de lui-même
- 2002 : The Sea (Hafið) de lui-même
- 2003 : Stormy Weather de Sólveig Anspach
- 2004 : Dís de Silja Hauksdóttir
- 2005 : Crime City (A Little Trip to Heaven) de lui-même
- 2006 : Jar City (Mýrin) de lui-même
- 2008 : White Night Wedding (Brúðguminn) de lui-même
- 2008 : The Amazing Truth About Queen Raquela de Olaf de Fleur Johannesson
- 2008 : Illegal Traffic (Reykjavík - Rotterdam) de Óskar Jónasson
- 2010 : Sumarlandið de Grímur Hákonarson
- 2012 : Contrebande (Contraband) de lui-même
- 2012 : Survivre (Djúpið) de lui-même
- 2013 - 2017 : Hulli, série télévisée d'animation de Hugleikur Dagsson
- 2015 - en cours : Trapped (Ófærð), série télévisée de lui-même
- 2015 : L'Histoire du géant timide (Fúsi) de Dagur Kári
- 2015 : Everest de lui-même
- 2016 : The Oath - Le Serment d'Hippocrate (Eiðurinn) de lui-même
- 2016 : Borgarstjórinn, série télévisée de Jón Gnarr
- 2018 : La Mule (Vargur) de Börkur Sigþórsson
- 2018 : À la dérive (Adrift) de lui-même
- 2021 : Katla, série télévisée de lui-même
- 2022 : Perdus dans l'Arctique (Against the Ice) de Peter Flinth

## Récompenses et distinctions
- 2008 : Prix du public au Festival international du film policier de Liège pour Jar City
- 2025: Prix du Public au Festival du film romantique de Cabourg. pour Touch